# Plains, Kansas
Plains är en ort i Meade County i Kansas. Vid 2010 års folkräkning hade Plains 1 146 invånare.